# Jonas de Geus
Jonas de Geus, född den 29 april 1998 i Amsterdam, är en nederländsk landhockeyspelare som spelar på mittfältet.

## Karriär
Jonas de Geus ingick i Nederländernas landhockeylag vid OS 2020 samt i det lag som tog guld vid OS 2024.